# 勝見庸太郎
勝見 庸太郎（かつみ ようたろう、1893年9月11日 - 1962年9月1日）は、日本の俳優、映画監督、脚本家、映画プロデューサーである。本名は勝見 國一（かつみ くにかず）、号の黙笑（もくしょう） は、脚本・原作執筆時に使用した。松竹蒲田撮影所から独立して勝見庸太郎プロダクションを設立、京都の牧野省三のマキノ・プロダクションと配給提携した。妻は元女優の花川環。

## 人物・来歴
1893年（明治26年）9月11日、東京府東京市下谷区（現在の東京都台東区下谷） に「勝見国一」として生まれた。
新派の俳優・藤沢浅二郎の主宰する「東京俳優養成所」で新派劇を学び、その後新劇に転向、伊庭孝の主宰する「新劇社」、あるいは「黒猫社」、島村抱月・松井須磨子の「芸術座」等を転々として新劇俳優として活動した。新劇俳優として、1920年（大正9年）、松竹キネマが松竹蒲田撮影所を開設、その創立に参加した。同年、田中欽之監督の『鉱山の秘密』に出演して、映画界にデビューした。蒲田草創期の「男優三羽烏」の一人と呼ばれた。1922年（大正11年）の主演作、島津保次郎監督の『屑七の家』で脚本家としてもデビュー、1925年（大正14年）の主演作、『夜明け前』では監督としてもデビューしている。この頃、同じ松竹蒲田に所属する女優の花川環と結婚する。

1926年（大正15年）、自らの監督主演作『嵐』を最後に蒲田を退社、「勝見庸太郎プロダクション」を設立、京都のマキノ・プロダクションと配給提携を交わし、映画の製作を開始した。1930年（昭和5年）には解散した。
1938年（昭和13年）には東京発声映画製作所、1939年（昭和14年）には東宝映画東京撮影所（のちの東宝スタジオ）、のちに松竹大船撮影所の作品にも出演した。
1962年（昭和37年）9月1日夜、肺結核のため、東京都杉並区馬橋（現在の同区阿佐谷南）の清川病院で死去した。満68歳没。

## おもなフィルモグラフィ
- 『鉱山の秘密』 : 監督田中欽之、1920年
- 『狂へる剣技』 : 監督牛原虚彦、1921年
- 『トランク』 : 監督ヘンリー・小谷、1921年
- 『金色夜叉』 : 監督賀古残夢、1922年
- 『屑七の家』 : 監督島津保次郎、1922年 - 脚本・主演
- 『愛の楔』 : 監督島津保次郎、1922年 - 原作・主演
- 『大愚人』 : 監督島津保次郎、1923年 - 脚本・原作・主演
- 『女と海賊』 : 監督野村芳亭、1923年
- 『血の叫び』 : 監督島津保次郎、1923年 - 脚本・原作・主演
- 『幽芳集 己が罪』 : 監督野村芳亭、1923年
- 『幽芳集 乳姉妹』 : 監督野村芳亭、1923年
- 『愛に甦る (享楽者)』 : 監督大久保忠素、1924年 - 脚本・原作・主演
- 『うなぎ』 : 監督大久保忠素、1924年 - 脚本・原作・主演
- 『詩人と運動家』 : 監督牛原虚彦、1924年
- 『夜明け前』 : 1925年 - 監督・脚本・主演
- 『郷土』 : 1925年 - 監督・原作・主演
- 『初鰹』 : 1925年 - 監督・脚本・主演
- 『赤と白』 : 1925年 - 監督・原作・脚本・主演
- 『坂崎出羽守』 : 1925年 - 監督・主演
- 『御詠歌地獄』 : 1925年 - 監督・主演
- 『正直金さん』 : 1926年 - 監督・脚本・主演
- 『嵐』 : 1926年 - 監督・原案・主演

- 『恋の丸橋』 : 1926年 - 監督・脚色・主演
- 『喧嘩買兵衛』 : 監督勝見正義、1927年 - 原作・主演
- 『人間屑』 : 監督勝見正義、1927年 - 脚本・主演
- 『荒神山』 : 監督勝見正義、1927年 - 脚本・主演
- 『文七元結』 : 監督勝見正義、1927年 - 脚本・原作・主演
- 『べらぼう長者』 : 監督勝見正義、1928年 - 脚本・主演
- 『紺屋高尾』 : 監督勝見正義、1927年 / 1928年 - 脚本・主演
- 『忠魂義烈 実録忠臣蔵』 : 監督マキノ省三、1928年
- 『馬子日記』 : 1928年 - 監督・主演
- 『血の船』 : 1929年 - 監督・主演
- 『円タク』 : 監督勝見正義、1929年 - 脚本・原作・主演
- 『軍太万才』 : 1929年 - 監督・主演
- 『美人座』 : 1929年 - 監督・原作・主演
- 『愚人街』 : 1929年 - 監督・主演
- 『かもめ』 : 1929年 - 監督・主演
- 『新婚脱線』 : 1929年 - 監督・主演
- 『義士外伝 馬喰の丑五郎』 : 1929年 - 監督・主演
- 『悲しき童貞』 : 1929年 - 監督・主演
- 『風来坊』 : 1929年 - 監督・主演
- 『メリケンジャプ』 : 1930年 - 監督・主演
- 『海辺のローマンス』 : 1930年 - 監督・原作・脚本・主演

- 『荒木又右衛門 天下の伊賀越』 : 1934年 - 監督のみ

- 『冬の宿』 : 監督豊田四郎、1938年
- 『鶯』 : 監督豊田四郎、1938年
- 『忠臣蔵』前篇 : 監督滝沢英輔、1939年
- 『忠臣蔵』後篇 : 監督山本嘉次郎、1939年
- 『小島の春』 : 監督豊田四郎、1940年
- 『虞美人草』 : 監督中川信夫、1941年
- 『秀子の車掌さん』 : 監督成瀬巳喜男、1941年
- 『裁く水戸黄門』 : 監督井上金太郎、1941年
- 『若い先生』 : 監督佐藤武、1942年
- 『歓呼の町』 : 監督木下恵介、1944年
- 『わが恋せし乙女』 : 監督木下恵介、1946年
- 『銀座三四郎』 : 監督市川崑、1950年
- 『夜の緋牡丹』 : 監督千葉泰樹、1950年
- 『お坊主天狗』前篇・後篇 : 監督渡辺邦男、1954年
- 『天皇・皇后と日清戦争』 : 監督並木鏡太郎、1958年

## 註
1. 1 2 3 4 5 6  『CD 人物レファレンス事典 日本編』、日外アソシエーツ、2002年。
2. 1 2 3 4 5 6 7 8 9  『無声映画俳優名鑑』、無声映画鑑賞会編、マツダ映画社監修、アーバン・コネクションズ、2005年、p.138。
3. 1 2 3  『日本俳優名鑑 - 映画俳優の部』、「芝居とキネマ」昭和4年1月号新春付録、1929年、「勝見庸太郎」の項。